# Guglielmo Pesenti
Guglielmo Pesenti (ur. 18 grudnia 1933 w Sedrinie, zm. 12 lipca 2002 w Bergamo) – włoski kolarz torowy, wicemistrz olimpijski oraz dwukrotny medalista mistrzostw świata.

## Kariera
Pierwsze sukcesy w karierze Guglielmo Pesenti osiągnął w 1956 roku, kiedy zdobył dwa medale na międzynarodowych imprezach. Najpierw zajął trzecie miejsce w sprincie indywidualnym amatorów podczas torowych mistrzostw świata w Kopenhadze, gdzie uległ jedynie Francuzowi Michelowi Rousseau i Argentyńczykowi Jorge Bátizowi, a następnie w tej samej konkurencji zdobył srebrny medal na igrzyskach olimpijskich w Melbourne przegrywając tylko z Rousseau. Na rozgrywanych rok później mistrzostwach świata w Liège ponownie był drugi w swej koronnej konkurencji za Michelem Rousseau. W 1956 roku był mistrzem Włoch, a w 1957 roku wygrywał zawody sprinterskie w Paryżu i Kopenhadze.
Jego ojciec Antonio Pesenti również był kolarzem.